# لينو فاسيولي
لينو فاسيولي (بالإنجليزية: Lino Facioli)‏‏ (29 يوليو 2000 في ريبيراو بريتو - ) ممثل، وممثل أفلام، وممثل تلفزيوني من البرازيل.

## روابط خارجية
- لينو فاسيولي على موقع IMDb (الإنجليزية)
- لينو فاسيولي على موقع ميتاكريتيك (الإنجليزية)
- لينو فاسيولي على موقع قاعدة بيانات الفيلم (الإنجليزية)